# Xylenové pižmo
Xylenové pižmo (5-terc-butyl-2,4,6-trinitro-m-xylen) je velmi perzistentní a velmi bioakumulativní syntetické pižmo, která se využívá zejména v kosmetice, v textilních změkčovadlech, v čisticích prostředcích nebo v osvěžovačích vzduchu. Pro své nebezpečné vlastnosti bylo Evropskou agenturou pro chemické látky zařazeno mezi prvních sedm nebezpečných látek vzbuzujících mimořádné obavy a které se mají podrobit procesu autorizace podle směrnice REACH.